# American Stock Exchange
L'American Stock Exchange, sovint abreviat com AMEX, és una borsa amb seu a New York. L'AMEX constitueix un dels tres mercats borsaris americans més importants, amb el New York Stock Exchange (la borsa de Wall Street) i el NASDAQ.
L'American Stock Exchange és administrat per l'American Stock Exchange LLC, una filial de la National Association of Securities Dealers, que explota també el NASDAQ. L'AMEX té la reputació de tindre regles flexibles, el que permet a empreses més modestes de cotitzar-hi, sovint societats estrangeres, sobretot canadenques. El volum d'intercanvis representa el 10% dels efectuats al NYSE.
L'origen de l'AMEX es remunta probablement a l'època colonial, quan els agents de canvi venien els seus títols de col·locació al carrer, desafiant les intempèries, prop de Broad Street i d' Exchange Place. Aquesta activitat ancestral, que era molt sorollosa, havia acabat generant un sistema gestual per comunicar eficaçment entre el xivarri. El 1921, el mercat borsari va ser transferit a l'immoble on encara es troba avui.